# 水观镇
水观镇，是中华人民共和国四川省南充市阆中市下辖的一个乡镇级行政单位。2019年10月，撤销福星乡，将其所属行政区域划归水观镇管辖。

## 行政区划
水观镇下辖以下地区：
水观社区、永安寺村、老山寨村、金鼎观村、射洪庙村、燕子山村、老象庵村、黄龙滩村、一把伞村和红石桥村,皂角宫村、牌坊楼村、黎家井村、金龟庵村、铺垭庙村和黑土地村。